# مجلس ملی اتحاد
مجلس ملی اتحاد (عربی: المجلس الوطنی الإتحادی) یک نهاد شبه‌پارلمانی در امارات متحده عربی است. این مجلس دارای ۴۰ عضو است که ۲۰ نفر از اعضای آن به‌طور غیرمستقیم توسط ۱۲ درصد از شهروندان اماراتی انتخاب می‌شوند که از طریق یک الکترال کالج حق رأی دارند، در حالی که بیست نفر دیگر توسط حاکمان هر یک از امارات منصوب می‌شوند. به گزارش رویترز، «فرایند انتخاب افرادی که می‌توانند انتخاب کنند یا انتخاب شوند، مبهم است».

## ترکیب‌بندی
مجلس ملی اتحاد دارای ۴۰ عضو است که نیمی از آنها منتخب و نیمی منصوب می‌شوند:
| امارت     | تعداد اعضا |
| --------- | ---------- |
| ابوظبی    | ۸          |
| دبی       | ۸          |
| شارجه     | ۶          |
| رأس‌الخیمه | ۶          |
| عجمان     | ۴          |
| فجیره     | ۴          |
| ام‌القیوین | ۴          |
| مجموع     | ۴۰         |